# فرانك طوماس (لاعب كرة قاعدة)
فرانك طوماس (بالإنجليزية: Frank Thomas)‏ هو لاعب كرة قاعدة أمريكي، ولد في 11 يونيو 1929 في بيتسبرغ في الولايات المتحدة.

## وصلات خارجية
- فرانك طوماس على موقع دوري كرة القاعدة الرئيسي (الإنجليزية)
- فرانك طوماس على موقعبيزبول رفرنس.كوم (الدوري الرئيسي) (الإنجليزية)
- فرانك طوماس على موقعبيزبول رفرنس.كوم (الدوري الثانوي) (الإنجليزية)
- فرانك طوماس على موقع إي إس بي إن.كوم (أم.أل.بي) (الإنجليزية)
- فرانك طوماس على موقع مشجعي الرسوم البيانية (الإنجليزية)